# オットー・ギュンシェ
オットー・ギュンシェ（Otto Günsche、1917年9月24日 - 2003年10月2日）は、ドイツの武装親衛隊隊員。最終階級は親衛隊少佐。
アドルフ・ヒトラーの個人副官であり、ヒトラーが妻とともに自殺した際にその遺体を焼却した。

## 生い立ち
テューリンゲン州（チューリンゲン州）の都市、イェーナ生まれ。1931年、ヒトラーユーゲントへ入団し、1934年に親衛隊員となり、ライプシュタンダルテ・SS・アドルフ・ヒトラーへ入隊する。翌1935年には国家社会主義ドイツ労働者党へ入党。2m近くあった高身長を買われ、1936年よりアドルフ・ヒトラーに随行する総統警護隊に選抜され、身辺警護に従事する。

## 第二次世界大戦

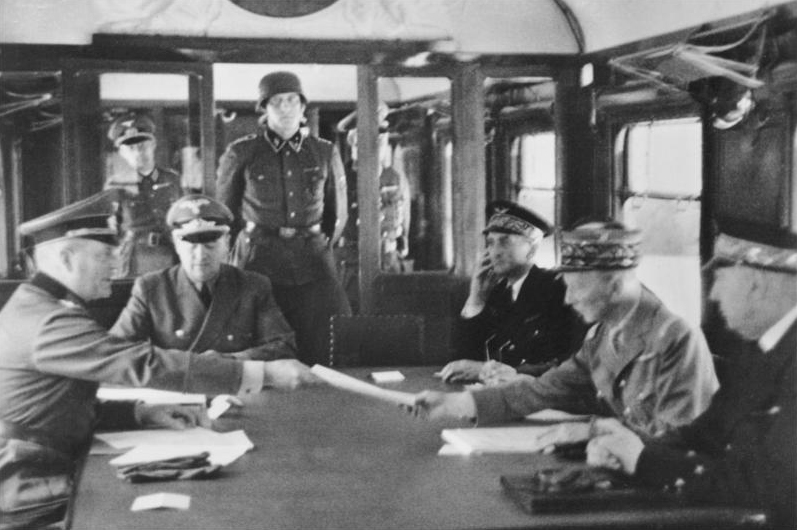
独仏休戦協定の写真。出入口にて直立している兵士がギュンシェ。ポケットには弾薬を装填した拳銃を忍ばせている。

ギュンシェは、1940年6月22日の独仏休戦協定ではヒトラーの警護を担当し、ヒトラーから条約調印の際にフランス代表団が抵抗する素振りを見せたら、即座に射殺せよと命令を受けていた。
1941年、ギュンシェはバート・テルツのSS士官学校へ入校し、士官教育を受けたあと、前線勤務を経て、1943年1月からヒトラーの個人副官（Persönlicher Adjutant）となる。その後、再度、半年間SS第1装甲師団ライプシュタンダルテ・SS・アドルフ・ヒトラー（LSSAH）の中隊長として前線で勤務、1944年2月に再びヒトラーの個人副官となる。7月20日のヒトラー暗殺未遂事件で軽傷を負う。1945年1月、ヒトラーと共にベルリンへ移る。
4月30日ベルリン攻防戦のさなか、総統地下壕でヒトラーが自殺するとその遺言に従い、総統官邸の庭でヒトラーとその妻エヴァの遺体に大量のガソリンをまいて焼却した。しかし、ガソリンによる焼却では完全に遺体を燃やし尽くすことは到底不可能であるため、結局遺体はヒトラーの遺言どおりにはならず、遺骨は戦後ソ連によって回収され、2000年4月にヒトラーのものとされる頭蓋骨の一部と歯が公開された。1日、ヴィルヘルム・モーンケSS少将らと共に赤軍によるベルリン包囲網を突破するため総統地下壕を脱出するが、5月2日シュルトハイス・ビール醸造所で赤軍に投降し捕虜となる。

## 戦後

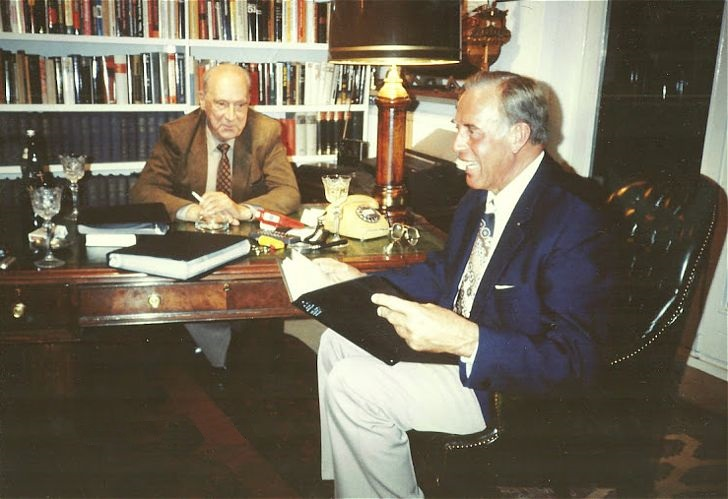
ヴィルヘルム・モーンケと（1999年、右に座っている人物がギュンシェ）

戦後数年間は、ヒトラー自殺に関してソ連軍の尋問を受けたが、尋問の際「私は彼らの遺体を骨一本も残さず完全に燃やし尽くした。」と主張を曲げなかった。1950年に懲役25年の判決を受ける。1953年、東ドイツへ送還され、バウツェン収容所で服役。1956年5月2日に出所後は西ドイツへ脱出し、ボン近郊で会社員として暮らす。その後は、二男一女を儲けたが、自身の経験について公に語ることは無く、沈黙を守った。2003年、86歳の誕生日を迎えた8日後に急死する。遺骸は遺言によって灰にされ、海へ撒かれた。

## 登場する作品
映画『ヒトラー 〜最期の12日間〜』においては、ゲッツ・オットーが演じた。

## 栄典
- 鉄十字章 (1939年版)
  - 二級
  - 一級
- 戦傷章 (1939年版)
  - 黒章
  - 銀章
- 歩兵突撃章
- 剣付二級戦功十字章